# Ooit Vrij
Ooit Vrij is een Vlaamse documentairereeks waarvan het eerste seizoen in het najaar van 2019 werd uitgezonden op televisiezender VIER. In het najaar van 2020 werd een tweede seizoen van de reeks uitgezonden op dezelfde zender. De reeks volgde een aantal gedetineerden in Belgische gevangenissen (eerste seizoen: de gevangenissen van Brugge, Dendermonde, Leuven-Hulp en Wortel; tweede seizoen: de gevangenissen van Brugge, Leuven-Centraal, Oudenaarde, Ruiselede en Wortel) tijdens hun opsluiting en bij hun reclassering in de maatschappij. De gesprekken van van de gedetineerden met de gevangenispsychologen werden daarbij als rode draad gebruikt. De reeks werd geproduceerd door Woestijnvis; beide seizoenen bestaan uit acht afleveringen die elk 40 tot 45 minuten duren.

## Afleveringen

### Seizoen 1
| Aflevering | Uitzenddatum     | Gem. aantal kijkers |
| ---------- | ---------------- | ------------------- |
| 1          | 28 oktober 2019  | 499.414             |
| 2          | 4 november 2019  | 432.936             |
| 3          | 11 november 2019 | 461.851             |
| 4          | 18 november 2019 | 412.569             |
| 5          | 25 november 2019 | 503.183             |
| 6          | 2 december 2019  | 473.589             |
| 7          | 9 december 2019  | 503.501             |
| 8          | 16 december 2019 | 492.558             |

### Seizoen 2
| Aflevering | Uitzenddatum     | Gem. aantal kijkers |
| ---------- | ---------------- | ------------------- |
| 1          | 2 november 2020  | 440.699             |
| 2          | 9 november 2020  | 487.839             |
| 3          | 16 november 2020 | 428.536             |
| 4          | 23 november 2020 | 372.932             |
| 5          | 30 november 2020 | 344.306             |
| 6          | 7 december 2020  | 378.802             |
| 7          | 14 december 2020 | 345.606             |
| 8          | 21 december 2020 | 353.145             |